# Benjamín Noval
Benjamín Noval González (* 23. Januar 1979 in Mieres, Asturien) ist ein ehemaliger spanischer Radrennfahrer.

## Karriere
Noval wurde 2001 bei Colchon Relax - Fuenlabrada Profi. In den drei Jahren, in denen er für die Mannschaft fuhr, erzielte er einige gute Ergebnisse. Er wurde Sechster und Neunter bei der Katalonien-Rundfahrt, Zwölfter bei der Baskenland-Rundfahrt und Dritter bei den spanischen Meisterschaften. Danach wechselte er zu US Postal, das seit 2005 Discovery Channel Pro Cycling Team heißt, und fuhr unter anderem bei der Tour de France 2005 mit als Helfer für Lance Armstrong.
Nach Auflösung des Discovery Teams wechselte Noval zusammen mit acht Fahrern zu Team Astana. Bei all diesen Stationen arbeitete er als Helfer für seine Teamkapitäne und konnte mit diesen insgesamt fünf Tour-de-France-Siege feiern: 2004 und 2005 mit Lance Armstrong, 2007, 2009 und 2010 mit Alberto Contador. Insgesamt startete Noval zwischen 2004 und 2013 sieben Mal bei der Tour und viermal bei der Vuelta a España. 2011 unterschrieb er zusammen mit Contador einen Vertrag beim Team Saxo Bank, um auch dort als Mannschaftsfahrer zum Einsatz zu kommen. Seine Saison 2012 begann Noval im Februar bei der Mittelmeer-Rundfahrt, die er als 49. abschloss.
Ende der Saison 2013 beendete er seine Karriere als Berufsradfahrer.

## Teams
- 2001 Relax-Fuenlabrada
- 2002 Relax-Fuenlabrada
- 2003 Relax-Fuenlabrada
- 2004 US Postal
- 2005 Discovery Channel
- 2006 Discovery Channel
- 2007 Discovery Channel
- 2008 Astana
- 2009 Astana
- 2010 Astana
- 2011 Saxo Bank-SunGard
- 2012 Team Saxo Bank-Tinkoff Bank
- 2013 Team Saxo-Tinkoff